# Ашурмамадов, Амза
Ашурмамадов Амза (тадж. Ошурмамадов Амза 30 марта 1941 года) — советский, таджикский педагог, методист, выпускник Душанбинского педагогического института имени Т. Г. Шевченко, общественный деятель, председатель Профсоюза работников народного образования и науки Шугнанского района (1992—2001) , Отличник просвещения Таджикской ССР (1984), Отличник просвещения СССР (1988), Заслуженный работник Республики Таджикистан (1999).  

## Биография
Ашурмамадов Амза родился 30 марта 1941 года в кишлаке Пиш, Дарморахт, Шугнанский район, Горно-Бадахшанская автономная область, Таджикская ССР в семье колхозника Амзаева Ошурмамада. 
Окончив семилетнюю сельскую школу в 1950—57 годах в кишлаке Пиш, продолжил обучение в Верхнем Хороге в средней школе им Сталина (ныне им Абдуллаев Сейфулло, которую окончил в 1960 году.
Учился на химико-биологическом факультете Ленинабадского государственного педагогического института им С. М. Кирова (1961—1962). 
В 1962 года во втором курсе был призван в ряды Советской Армии, служил в Группе советских войск в Германии (ГСВГ) дислоцировавшаяся в Германской Демократической Республике (ГДР) (1962-1965). 
В 1965 году после военной службы продолжил учебу во 2-м курсе в том же институте, по окончания второго курса с сентября 1966 г. перевелся в Душанбинский государственный педагогический институт имени Т. Г. Шевченко на факультет биологии и химии, которую окончил в 1969 году.
Свою трудовую деятельность начинает учителем химии и биологии школы № 8 Кумсангирского района (ныне Район Джайхун в составе Хатлонской области РТ) (1969—1970), по другим данным школы № 43 кишлака Ванкала Шугнанского района Горно-Бадахшанской автономной области (1969—1972). 
С сентября 1972 года методист, с августа 1982 года зав методическим кабинетом Шугнанского районного отдела народного образования.
В 1992 году на организационном пленуме Шугнанской районной профсоюзной организации работников народного образования был избран председателем Профсоюза работников народного образования и науки Шугнанского района (1992—2001).
С апреля 2001 года по причине пенсионного возраста возвращается работать в Шугнанский райОНО — инспектором по кадрам (2001—2010).  
Амза Ашурмамадов персональный пенсионер республиканского значения с 2001 года. Скончался 5 августа 2023 года в Верхнем Хороге ГБАО Республики Таджикистан.

## Награды и звания
- Отличник просвещения Таджикской ССР (1984),
- Отличник просвещения СССР (1988),
- Почетная Грамота Госкомстат СССР (1989),
- Заслуженный работник Республики Таджикистан — Указ Президента Республики Таджикистан от 19 августа 1999 года за № 1291,
- Грамота Президиума Совета Федерации независимых профсоюзов Таджикистана (2001),
- Победитель социалистического соревнования 1974; 1976; 1977, 1978; 1979 и 1981,
- Трудовая деятельность Ашурмамадова Амза за все годы работы в системе образования, отмечена 14-ю отраслевыми Почётными Грамотами Министерства народного образования Таджикской ССР[1][2].

## Семья
- Отец — Амзаев Ошурмамад (1891—1977) — работал колхозником колхоза им. Комсомола. Мать — Шиноварова Савсан (1901—1973) — работала колхозницей колхоза им. Комсомола.

Братья:
- Ошурмамадов Далатмамад (1926—1997) — работал в совхозе имени XXII съезда КПСС.
- Ошурмамадов Джонмамад (1931—1980) — работал в совхозе имени XXII съезда КПСС.
- Ошурмамадов Ёрмамад (р. 1938) — работал электросварщиком ДСУ № 8, на пенсии с 1998 года.

Сестры: Ошурмамадова Гулсан (1923—2002) — работала в совхозе им. XXII съезда КПСС к. Нишусп; Ошурмамадова Гулхотун (1936—2016) — работала в совхозе им. XXII съезда КПСС.
- Жена — Гадолиева Зумратмо (р. 1946) — выпускница ДГПИ имени Т. Г. Шевченко (1969), работала учительницей биологии и химии школы № 9 г. Хорога, на пенсии с 1996 года. Дети: Сын — Ашурмамадов Эрадж Амзаевич (р. 1978) — выпускник биологического факультета Хорогского Государственного Университета (2007); Дочери — Ашурмамадова Латофат Амзаевна (р. 1972) — выпускница Таджикского государственного медицинского университета им. Абуали ибни Сино (Авицены) (1995), Ашурмамадова Савсан Амзаевна (р. 1973) — выпускница ТНУ (1997), Ашурмамадова Барохат Амзаевна (р. 1974) — выпускница геологического факультета Таджикского национального университета (2002), Ашурмамадова Мавджуда Амзаевна (р. 1977) — работает в КЖКП г. Хорога[1].